# Canal Sik
El Canal Sik es un canal de televisión por satélite gratuito, con sede en el Reino Unido, centrado en el sijismo. Se transmite a través de televisión por satélite en toda Europa  y en Canadá, también en vivo en línea. El Canal Sik comenzó a transmitir el 13 de abril de 2009. El Canal Sik se centra principalmente en la programación educativa y religiosa para beneficiar a la comunidad sij. Su sede opera desde un estudio en el área de Aston en Birmingham.

## Historia
El canal Sikh fue fundado por Davinder Singh Bal en abril de 2009 por TV Legal Limitada. TV Legal Limitada formó la Canal Sik Comunidad Radiodifusión Compañía Limitada para aceptar donaciones, que se utilizan para pagar los gastos de transmisión y programación. Se registró como una Empresa de Interés Comunitario (CIC) en 25 de septiembre de 2009, y después en una organización benéfica registrada el 2 de junio de 2010. En diciembre de 2012, TV Legal Limitada transfirió la licencia de transmisión de televisión del canal a Canal Sik Comunidad de Interés y Empresa Limitada.
El Canal Sik organizó una manifestación en el llamado "Día de Dastar" para obtener el respeto al turbante, tras la introducción de controles manuales en los aeropuertos decididos por la Unión Europea, en frente al Palacio de Westminster el 25 de septiembre de 2011.
El 18 de abril de 2013, el canal se lanzó en Canadá a través de un acuerdo de licencia exclusiva con Asian Television Network como "ATN Sikh Channel".